# کوزو اونو
کوزو اونو (به انگلیسی: Kozo uno) اقتصاددان و تحلیل‌گر ژاپنیِ نظریات کارل مارکس است که به دلیل نظریه‌پردازی در زمینهٔ مبحث «ارزش» در اندیشه‌های مارکس مورد توجه قرار گرفت. مهمترین کتاب اونو «اصول اقتصاد سیاسی» نام دارد که در سال ۱۹۶۴ منتشر شده‌است.

## اندیشه‌ها
مارکسیسم در ژاپن به دو دوره تقسیم می‌شود، دورهٔ قبل از اونو و دورهٔ بعد از اونو. پیش از تحقیق‌های اونو مارکسیست‌های ژاپنی عمدتاً گرایشات استالینیستی داشتند ولی پس از انتشار کتاب «اصول اقتصاد سیاسی» در سال ۱۹۵۲ رفته رفته این گرایشات رو به فراموشی نهاد.
اونو در کتاب خود که خوانشی هگلی از اندیشه‌های کارل مارکس بالاخص نظریهٔ ارزش او در کتاب سرمایه دارد، معتقد است که تحلیل مارکسی باید در سه سطح جداگانه انجام شود:
1. نطریهٔ «ناب» که در واقع تحلیل مارکس خارج از نگاه‌های دیالکتیکی است.
2. نظریهٔ «مراحل»، همان نگاهی است که براساس ماتریالیسم تاریخی بنا شده‌است.
3. تحلیل و تبیین تجربیِ مارکس از اقتصاد سرمایه‌داری در دنیای واقعی.[۱]

از شاگردان و رهروانِ اونو که آثار وی را در دنیای اروپایی ترجمه کرده و نظریات او را گسترش دادند می‌توان به ماکوتو ایتو و توماس تی سکین نام برد.

## آثار برجسته
- اصول اقتصاد سیاسی (تئوری دربارهٔ یک جامعه کاملاً سرمایه دارانه) (۱۹۵۲)
- انواع سیاست‌های اقتصادی در سرمایه‌داری (چاپ ترجمهٔ انگلیسی در ۲۰۱۶)[۲]